# Monika Weber-Koszto
Monika Weber-Koszto (Satu Mare, 7 febbraio 1966) è un'ex schermitrice rumena naturalizzata tedesca, specializzata nel fioretto. Ha vinto due medaglie d'argento e due di bronzo nella scherma ai Giochi olimpici.